# Tajjüan–Csiaoco nagysebességű vasútvonal
A Tajjüan–Csiaoco nagysebességű vasútvonal (太焦高速铁路)  egy 428,9 km hosszúságú kétvágányú, 25 kV 50 Hz-cel villamosított nagysebességű vasútvonal Kínában Tajjüan és Csiaoco között. Megnyitása után a két végállomás között a menetidő két órára csökkent.
A próbaüzem 2020 novemberében kezdődött, és még ugyanebben az évben, december 12-én nyílt meg az utazóközönség számára is.

## Állomások
A vonalon 13 állomás található (a nevek az angolos átírás szerint vannak feltüntetve):
- Taiyuan South
- Jinzhong
- Taigu East
- Yushe West
- Wuxiang West
- Xiangyuan East
- Changzhi East
- Changzhi County
- Gaoping East
- Jincheng East
- Bo'ai
- Jiaozuo East
- Jiaozuo